# Michał Schambogen
Michał Schambogen (ur. 1589 w Braniewie, zm. 17 grudnia 1648 we Fromborku) – warmiński duchowny katolicki, doktor teologii, sekretarz króla Zygmunta III.

## Życiorys

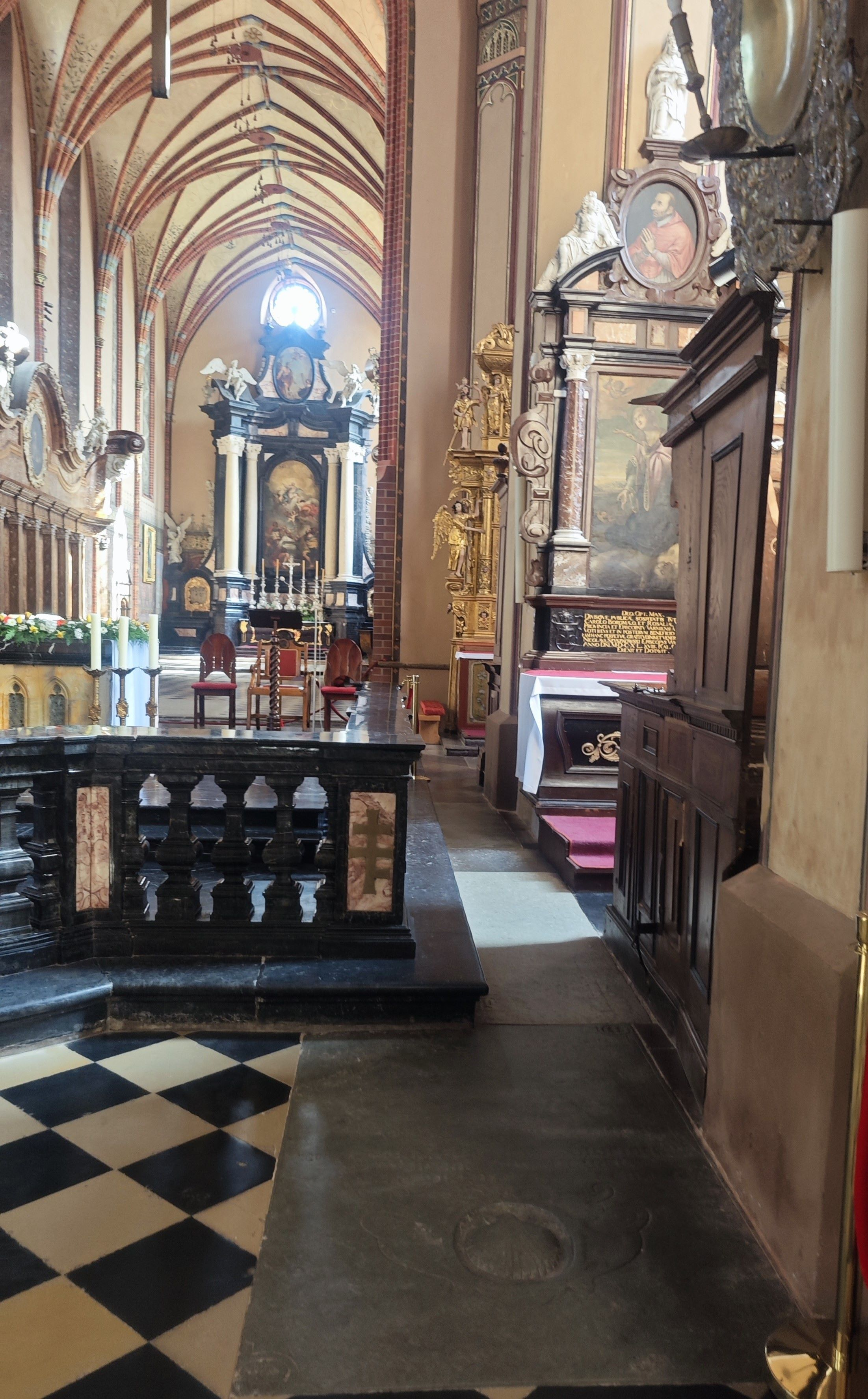
Płyta nagrobna ks. Schambogena przy drugim filarze nawy południowej bazyliki we Fromborku

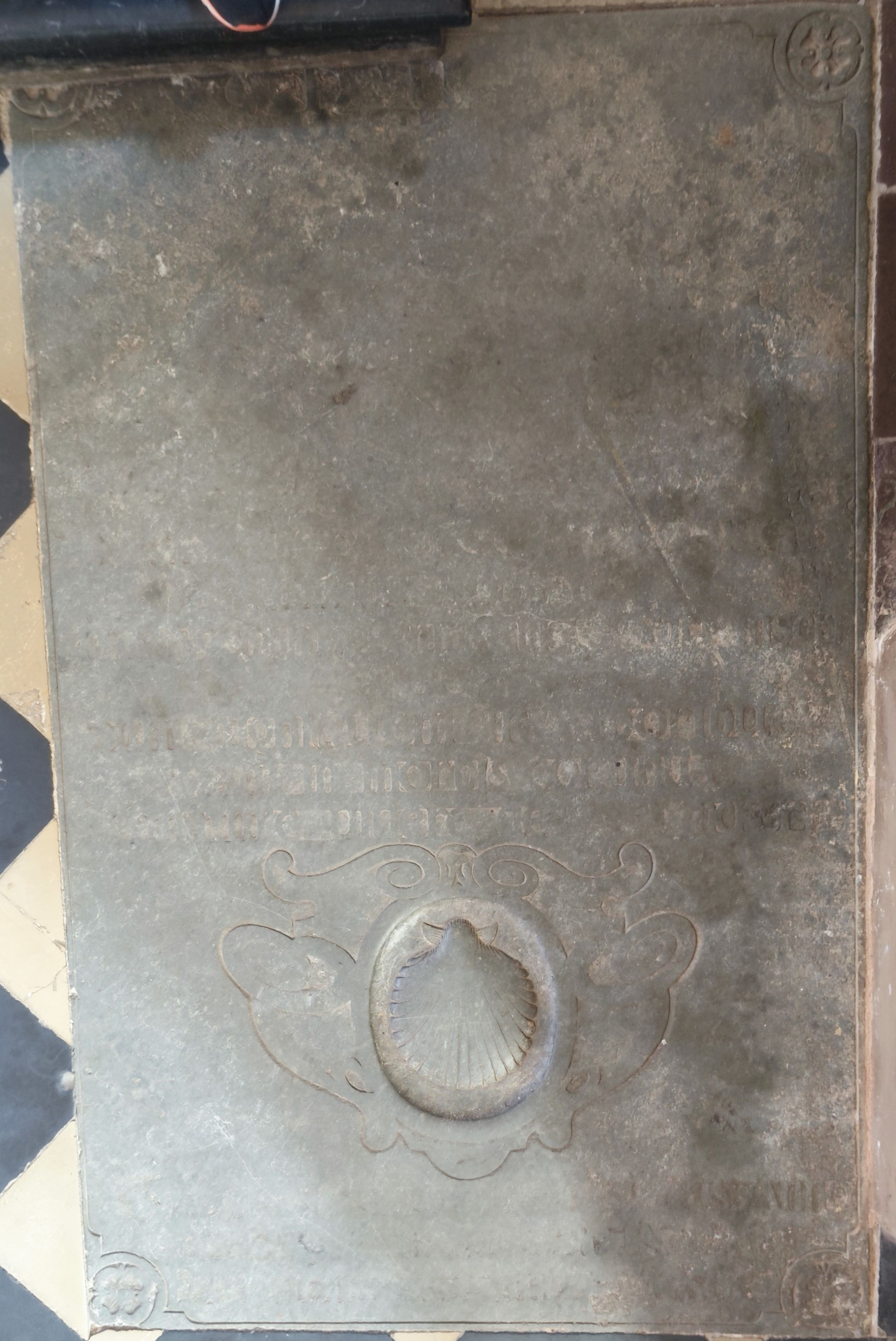
Płyta nagrobna

Urodził się w 1589 roku w Braniewie w rodzinie znanego złotnika Johannesa Schambogen i Elizabeth z domu Holzt.
Od 13 marca 1604 roku pobierał nauki u jezuitów w Seminarium Papieskim w Braniewie, następnie w Pradze i w Kolegium Niemieckim w Rzymie (1611–1615), gdzie uzyskał stopień doktora teologii. Po powrocie do kraju pełnił funkcję sekretarza króla Zygmunta III Wazy. W 1616 kapituła warmińska przedstawiła jego kandydaturę na stanowisko archiprezbitera w Olsztynie. Po zatwierdzeniu nominacji przez biskupa Rudnickiego został uroczyście instalowany na to stanowisko w dniu 4 października 1616 roku (był pierwszą osobą mianowaną na tym stanowisku w Olsztynie). 11 lutego 1618 roku król Zygmunt III powierzył mu stanowisko proboszcza parafii św. Mikołaja w Elblągu. Ksiądz Schambogen przybył do Elbląga 15 maja 1618 roku i złożył wobec rady i drugiego ordynku pisemne zobowiązanie (reversalia), iż będzie przestrzegał wszystkich ustaleń ugody w sprawie wolności religijnej i praw ludności protestanckiej, zawartej w 1616 roku (katolicy odzyskali kościół św. Mikołaja 30 grudnia 1616, po ogłoszeniu przez króla uniwersału o poszanowaniu wolności religijnej w mieście). Po akceptacji przez radę miasta ks. Schambogen został 22 czerwca 1618 uroczyście wprowadzony na urząd proboszcza elbląskiego.  
Po rozpoczęciu w 1626 przez króla szwedzkiego Gustawa II Adolfa kolejnej wojny Elbląg wpadł w ręce protestantów 13 lipca tegoż roku. Szwedzi zmusili ks. Schambogena do opuszczenia miasta już 24 lipca. Król Gustaw odebrał kościół św. Mikołaja katolikom, ustanawiając go kościołem garnizonowym wojska szwedzkiego.
Ksiądz Schambogen udał się do niezajętego jeszcze przez Szwedów Lidzbarka Warmińskiego, gdyż już rok wcześniej (1625) uzyskał również godność archiprezbitera lidzbarskiego, a wkrótce, w 1627, otrzymał też tytuł kanonika w Dobrym Mieście. W 1628 król przedstawił go do objęcia, zwolnionej po śmierci kanonika Hindinberga, kanonii warmińskiej (faktycznie objął ją dopiero w 1634). W 1631 był kandydatem na stanowisko proboszcza w Królewcu, gdyż władze tego miasta poszukiwały na urząd osoby dającej gwarancję spokoju, a rada miasta Elbląga wystawiła księdzu Schambogenowi dobrą opinię. Jednak objęcie tego stanowiska nie doszło do skutku. Ks. Schambogen powrócił już na stałe do Fromborka. W 1637 roku otrzymał prowizję papieską na godność prałata-kantora kapituły warmińskiej. W 1643 z ramienia kapituły został administratorem komornictwa pieniężnieńskiego. W 1644 roku brał udział w wyborze następnego biskupa warmińskiego – Wacława Leszczyńskiego. Wkrótce potem ksiądz zaczął chorować i podupadać na zdrowiu.   
Zmarł 17 grudnia 1648 roku. Pochowany został w katedrze we Fromborku, płyta nagrobna znajduje się przy drugim filarze nawy południowej.   
Jego wujem był również ksiądz kanonik fromborski, doktor teologii i spowiednik króla Zygmunta III, Jakub Holzt, któremu siostrzeniec po śmierci (zmarł w 1619) ufundował płytę nagrobną położoną również w nawie południowej bazyliki.   

Inskrypcja na płycie nagrobnej ks. Michała Schambogena (tłumaczenie):

Poświęcone Bogu w Trójcy Jedynemu. Michałowi Schambogenowi, kantorowi i kanonikowi warmińskiemu, znakomitemu w naukach teologicznych i humanistycznych, którego ze względu na wyjątkową wymowność połączoną z powagą Rzym cenił jako pruskiego kaznodzieję, a przychylność najjaśniejszych biskupów Warmii wspierała go i pomagała mu po powrocie, stąd jako proboszcz odebranego heretykom kościoła elbląskiego, gdzie gorliwością wiarę katolicką, a zasługi pracowitością aż nadto powiększył, zasłużył, by z łaski Zygmunta III zasiąść w tej katedrze, ale gdy godność w trudach [zachowywał], a życie wiódł bez zarzutu, przedwcześnie zakończył żywot i posługę. Żył 59 lat, zmarł 17 grudnia 1648 roku. [Tę płytę] wystawili wykonawcy [jego] testamentu.